# Emerson, Lake & Palmer (album)
Emerson, Lake & Palmer je eponymní debutové studiové album britské skupiny Emerson, Lake & Palmer. Jeho nahrávání probíhalo během roku 1970 v londýnském studiu Advision Studios za produkce Grega Lakea. Ve Spojeném království album vyšlo v říjnu 1970; v USA až v lednu 1971. V roce 2012 bylo album vydáno v reedici.

## Seznam skladeb
| Strana 1 (LP) | Strana 1 (LP) | Strana 1 (LP)                                                            | Strana 1 (LP) |
| Pořadí        | Název         | Autor                                                                    | Délka         |
| ------------- | ------------- | ------------------------------------------------------------------------ | ------------- |
| 1.            | The Barbarian | Béla Bartók, arr. Emerson, Lake & Palmer                                 | 4:27          |
| 2.            | Take a Pebble | Lake                                                                     | 12:32         |
| 3.            | Knife-Edge    | Leoš Janáček & J.S. Bach, arr. Keith Emerson, text: Lake, Richard Fraser | 5:04          |

| Strana 2 (LP)  | Strana 2 (LP)                                          | Strana 2 (LP)   | Strana 2 (LP) |
| Pořadí         | Název                                                  | Autor           | Délka         |
| -------------- | ------------------------------------------------------ | --------------- | ------------- |
| 1.             | The Three Fates“ A. „Clotho“ B. „Lachesis“ C. „Atropos | Emerson         | 7:46          |
| 2.             | Tank                                                   | Emerson, Palmer | 6:49          |
| 3.             | Lucky Man                                              | Lake            | 4:36          |
| Celková délka: | Celková délka:                                         | Celková délka:  | 41:13         |

## Obsazení
- Keith Emerson – klavír, clavinet, varhany, Hammondovy varhany, Moog syntezátor
- Greg Lake – baskytara, kytary, zpěv
- Carl Palmer – bicí, perkuse